# Bolivie aux Jeux olympiques d'été de 2004
L'équipe olympique de Bolivie participe aux Jeux olympiques d'été de 2004 à Athènes. Elle n'y remporte aucune médaille. L'athlète Geovana Irusta est la porte-drapeau d'une délégation bolivienne comptant 7 sportifs (4 hommes et 3 femmes).